# Jorge Solari
Jorge Raúl Solari (Buenos Aires, 1941. november 11. –) argentin labdarúgóedző, korábban válogatott labdarúgó.
A Real Madridban és az Internazionaleban is szerepelt Santiago Solari nagybátyja.

## Pályafutása

### A válogatottban
1966 és 1969 között 10 alkalommal szerepelt az argentin válogatottban. Részt vett még az 1966-os világbajnokságon.

### Edzőként
Az 1994-es világbajnokságon a Szaúd-arábiai válogatottat irányította szövetségi kapitányként.

## Sikerei, díjai

### Játékosként
Estudiantes
- Copa Libertadores (1): 1970

### Edzőként
Rosario Central
- Argentin bajnok (1): 1973
- Copa CONMEBOL (1): 1995

Millonarios
- Kolumbiai bajnok (1): 1978

Independiente
- Argentin bajnok (1): 1988–89